# 蛟河
蛟河位于中华人民共和国吉林省蛟河市北部，是第二松花江右岸支流。明代称秃都河，清代称退搏河，后称嘎呀河。1988年吉林省河流普查时，因其与省内另一条大河重名，且流经蛟河市，故改名蛟河，而将其原名为“蛟河”的支流改为“小蛟河”。
蛟河发源于蛟河市东北部前进乡张广才岭二秃顶子山西麓，蜿蜒西南流经前进乡、乌林朝鲜族乡和蛟河市区，于市区南郊的河南街道池水村（原池水乡）以东汇入松花江的丰满水库库区。河长84.7千米，流域面积2470平方千米，河道平均比降1.9‰。年均径流量7.25亿立方米。蛟河流域上游位于张广才岭西坡，属中山林区；中游为低山丘陵地带，再生林茂密；下游河谷开阔平坦，形成冲积盆地，河槽较深，有冲淤现象。流域内林木资源丰富，尚可见原始森林。